# Buenos Aires Cricket & Rugby Club

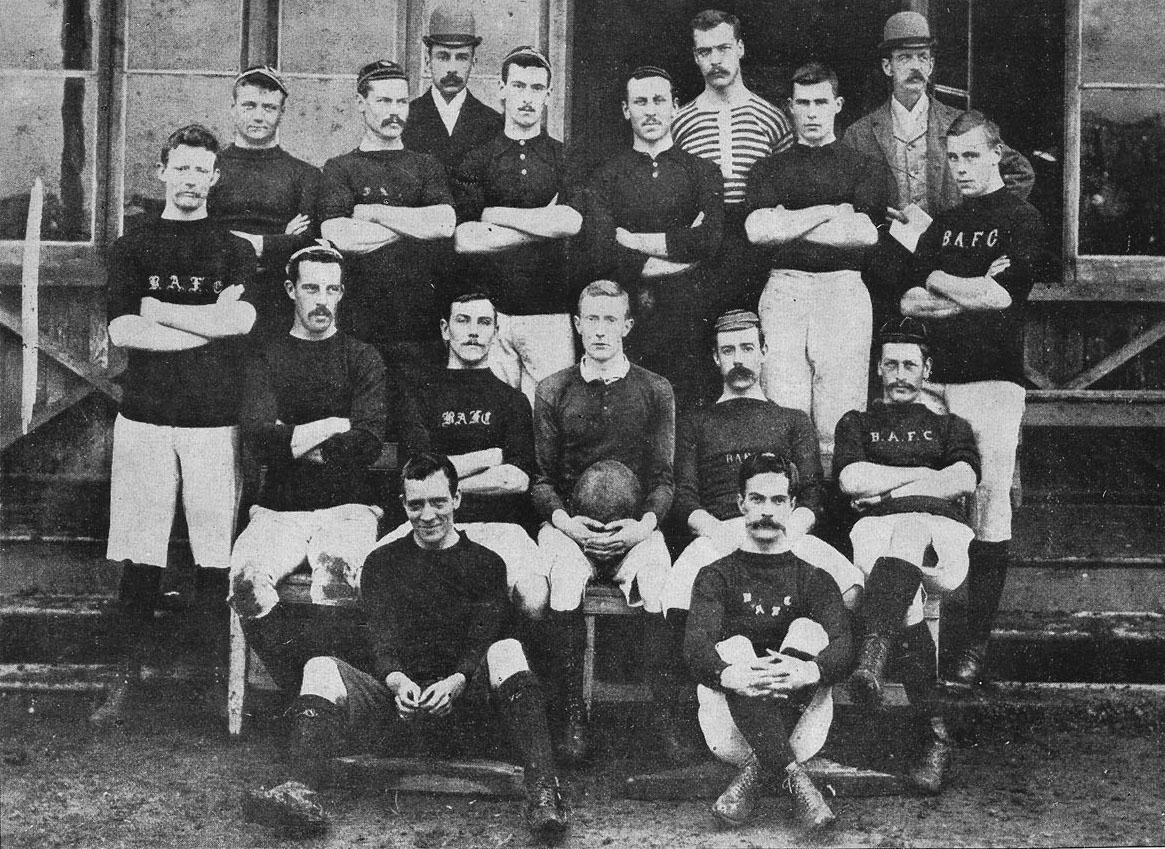
Team van 1891

Buenos Aires Cricket & Rugby Club is een Argentijnse sportclub uit de stad San Fernando, Buenos Aires. Het is de oudste nog bestaande sportclub van het land.

## Geschiedenis
De exacte oprichtingsdatum van de Buenos Aires Cricket Club is niet bekend omdat een brand de meeste gegevens van de club verwoestte. Er zijn wel bewijzen dat er in 1831 een cricketwedstrijd gespeeld werd. De match werd beschreven in de Engelstalige krant The British Packet. 8 december 1864 wordt beschouwd als de officiële oprichtingsdatum. De club speelde tegen een team van het schip HMS Bombay en won met 85 tegen 31. Zes dagen later zou het schip zinken.
In juni 1867 speelden de leden op hun thuishaven, de Buenos Aires Cricket Club Ground, een voetbalwedstrijd tegen het pas opgerichte team Buenos Aires Football Club. Dit was de eerste voetbalwedstrijd in Argentinië. De clubs hadden een goede verstandhouding onder elkaar en deelden terreinen. In de zomer werd er cricket gespeeld en in de winter voetbal. Rond 1881 werd Buenos Aires FC ontbonden.
In 1886 werd een nieuwe club Buenos Aires FC opgericht, die ondanks de naam FC rugby union speelde. Nadat de accommodatie van de club in een brand verwoest werd fuseerde de Buenos Aires Cricket Club in 1951 met Buenos Aires FC om zo het nieuwe Buenos Aires Cricket & Rugby Club te vormen. De club vond in 1952 een nieuwe thuishaven, waar ze tot 1987 bleven. Daarna verhuisde de club naar San Fernando, buiten de hoofdstad.

## Erelijst

### Cricket
Landskampioen
1904-05, 1919-20, 1924-25, 1927-28, 1930-31, 1938-39, 1939-40, 1940-41, 1941-42, 1949-50, 1952-53, 1956-57, 1957-58, 1963-64, 1966-67, 1971-72, 1975/76, 1976-77

### Rugby union
Torneo de la URBA
1900, 1901, 1902, 1903, 1904, 1908, 1909, 1915, 1958, 1959